# Gallipoli (Apulien)

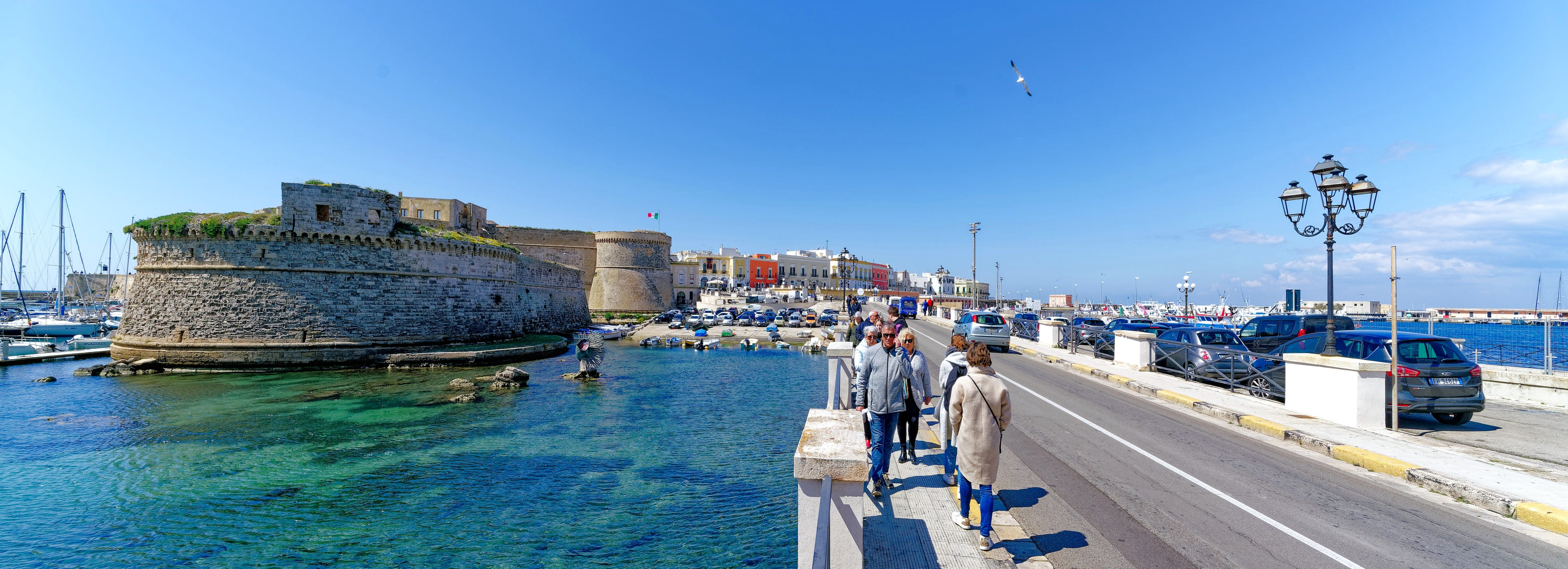
Brücke zur Altstadt und Festung

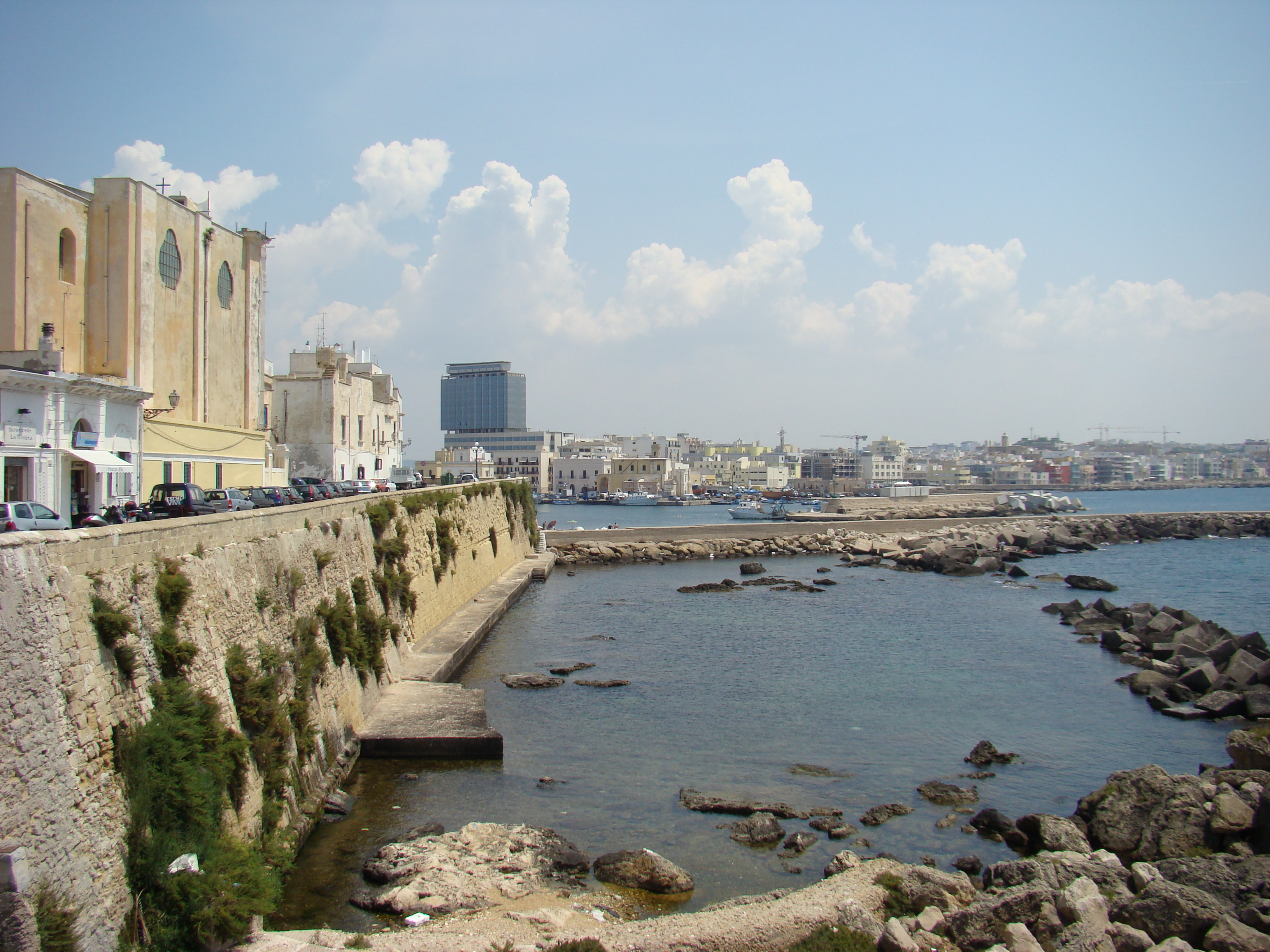
Blick zur Neustadt

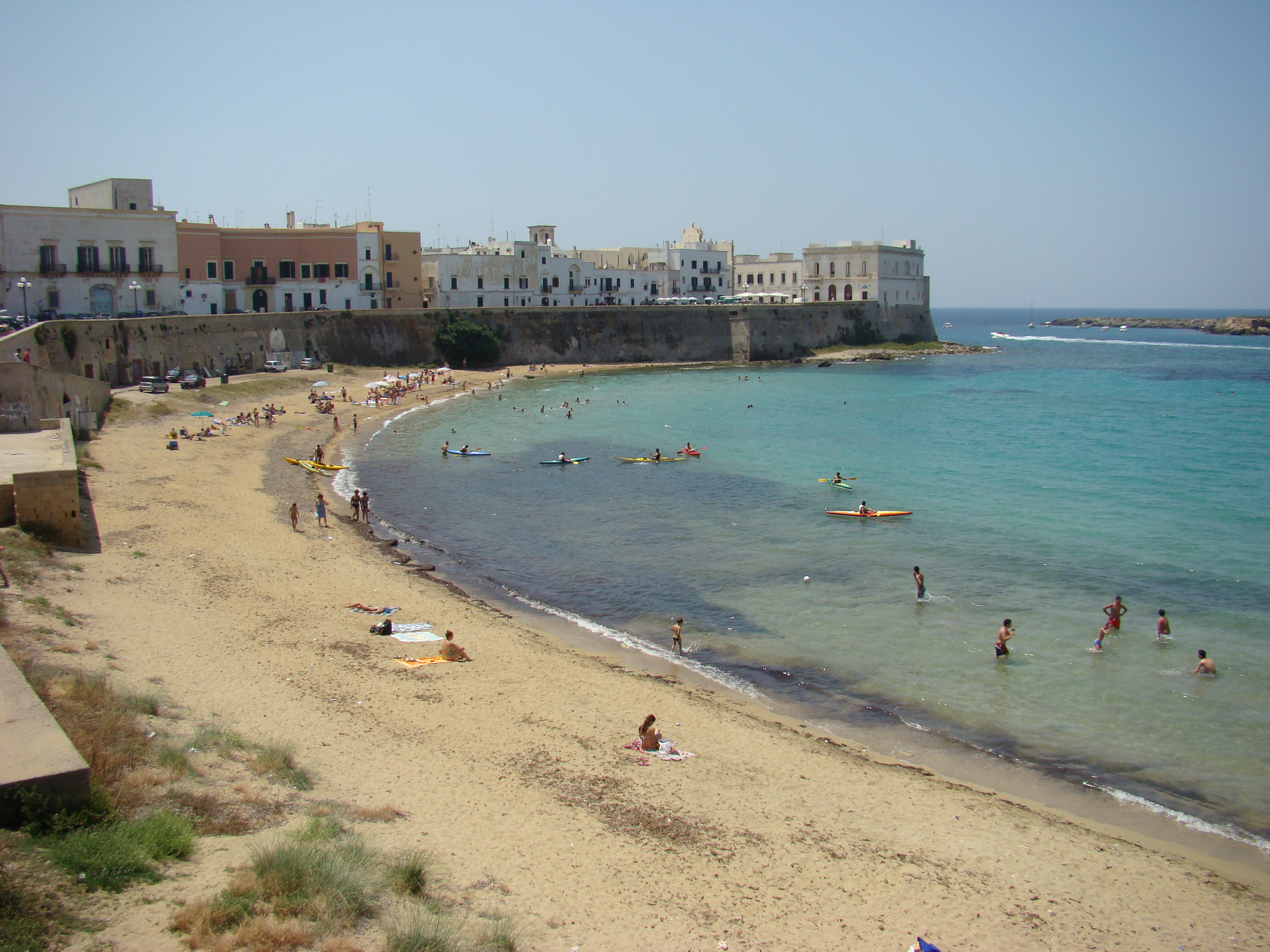
Stadtstrand

Gallipoli ist eine süditalienische Hafenstadt.

## Geografie
Die Stadt hat 19.139 Einwohner (Stand 31. Dezember 2023). Sie liegt in Apulien, in der Provinz Lecce, am Golf von Tarent.
Gallipoli besteht aus der Altstadt (centro storico) und dem Dorf (italienisch: Borgo), der Neustadt. Die Altstadt liegt auf einer Felseninsel und ist durch eine Brücke mit der auf dem Festland gelegenen Neustadt verbunden.
Die Nachbargemeinden sind Alezio, Galatone, Matino, Sannicola und Taviano.

## Geschichte
Die Stadt wurde von griechischen Kolonisten als Kallipolis gegründet. Der griechische Name bedeutet übersetzt „Schöne Stadt“. 265 v. Chr. verbündete es sich mit der benachbarten griechischen Kolonie Taras (Tarent) gegen die Römer. Der Widerstand wurde jedoch gebrochen. Die Eroberer erklärten die Stadt zu einem römischen Munizipium und stationierten eine Garnison. Die Römer nannten die Stadt „Gallipoli“. Im 5. Jahrhundert n. Chr. plünderten die Vandalen die Stadt.
Im Mittelalter war die Stadt zunächst normannisch, später staufisch, bevor sie 1266 unter Karl I. an das Haus Anjou fiel, unter dem das Castello errichtet und mehrfach umgebaut wurde. Die anrückenden Venezianer waren 1484 gegen starken Widerstand siegreich, zerstörten die Stadt aber nicht. 
Das franzosenfreundliche Gallipoli kämpfte 1809 gegen die englische Flotte.
Gallipoli war bis 1986 Bischofssitz und hat ein Museum.

## Wirtschaft
Es werden Weine (Alezio, Matino) und Olivenöl produziert. Eine wichtige Rolle spielen auch Fischfang und Tourismus.

## Verkehr
Gallipoli hat einen Bahnhof, in dem zwei Bahnstrecken enden:
- Bahnstrecke Lecce–Gallipoli
- Bahnstrecke Casarano–Gallipoli

Darüber hinaus befinden sich auf dem Stadtgebiet drei weitere Haltepunkte:
- Gallipoli Baia Verde (Bahnstrecke Casarano–Gallipoli)
- Gallipoli Via Salento (Bahnstrecke Casarano–Gallipoli)
- Gallipoli Via Agrigento (Bahnstrecke Lecce–Gallipoli)

Der frühere Haltepunkt Gallipoli Porto und der Hafenanschluss werden nicht mehr bedient.

## Sehenswürdigkeiten
- Kathedrale Sant'Agata  (1629–1696)
- Castello di Gallipoli (13.–17. Jahrhundert)

## Städtepartnerschaften
Gallipoli unterhält mit folgenden Städten Partnerschaften:
- Bethlehem (Palästinensische Autonomiegebiete)[2]
- Monfalcone (Italien)

## Söhne und Töchter der Stadt
- Gian Domenico Catalano (ca. 1550/60–1628), Maler
- Giovanni Andrea Coppola (1597–1659), Maler des Barock
- Giuseppe Tricarico (1623–1697), Komponist des Barock
- Rocco Buttiglione (* 1948), Politiker
- Salvatore Farina (* 1957), General